# Amphotere Tenside
Als amphotere Tenside oder zwitterionische Tenside bezeichnet man Tenside, die sowohl eine negativ als auch eine positiv geladene funktionelle Gruppe besitzen.  Wie jedes Tensid sind auch die amphoteren Tenside aus einem polaren und einem unpolaren Teil aufgebaut. Als unpolarer Teil dient eine Alkylgruppe, als polarer Teil meist eine Carboxylat-Gruppe (R–COO−) zusammen mit einer quartären Ammonium-Gruppe (R4N+). Siehe auch: Struktur der Tenside.
| Amphotere Tenside (Beispiele) |
| --- |
| Betaine: R = Alkylkette aus 5 bis 21 C-Atomen. Namensgeber ist der Naturstoff Betain, das Trimethylammonioacetat. In vielen Shampoos wird z. B. Cocoamidopropylbetain (Kokosfettsäure-amidopropylbetain, „Betain HT“) als Tensid eingesetzt.                                                                |
| Sultaine: R = Alkylkette. Es handelt sich um ein Sulfobetain. Hier wird die anionische Gruppe durch ein Sulfonat gebildet. In der Natur kommt eine amphotere Verbindung namens Taurin (2-Aminoethansulfonsäure) vor. In Shampoos wird Cocoamidopropylhydroxysultain häufig als Schaumverstärker eingesetzt. |
| Dinatriumcocoamphodiacetat, ein Imidazolinderivat. |
| Amphoacetate, ein Imidazolinderivat |

## Verwendung
Diese Tenside werden auf Grund ihrer synergistischen Eigenschaften auf die Hautverträglichkeit der anionischen Tenside in Badezusätzen für Kinder, Haarshampoos und in anderen Kosmetikprodukten eingesetzt, d. h. die Hautverträglichkeit von anionischen Tensiden wird durch Zugabe von amphoteren Tensiden wesentlich verbessert.
In der Biochemie werden amphotere Tenside zur Solubilisierung von Proteinen eingesetzt (insbesondere die Sulfobetaine), unter anderem bei der 2D-Gelelektrophorese.